# Cheilosia montanipes
Cheilosia montanipes är en tvåvingeart som beskrevs av Hull och Fluke 1950. Cheilosia montanipes ingår i släktet örtblomflugor, och familjen blomflugor.
Artens utbredningsområde är Colorado. Inga underarter finns listade i Catalogue of Life.